# Campeonato Europeo de Baloncesto Masculino Sub-20 de 2025
El Campeonato Europeo Sub-20 de Baloncesto Masculino de 2025 fue la vigésimo sexta edición del campeonato europeo de baloncesto para selecciones nacionales masculinas sub-20. El campeonato se jugó en Heraclión, Grecia, del 12 al 20 de julio de 2025, con 16 selecciones participantes.  La selección de Italia se alzó con su tercer título en este torneo tras derrotar a Lituania por 83-66.

## Organización

### Sedes
| Heraclión | Heraclión              | Heraclión                           |
| Heraclión | Nea Alikarnassos Arena | Pabellón de la Universidad de Creta |
| Heraclión | Capacidad: 5 190       | Capacidad: 1 080                    |
| Heraclión |                        |                                     |

### Formato de competición
Fase de grupos
Los dieciséis (16) equipos participantes están divididos en cuatro (4) grupos (A, B, C, y D) compuestos por cuatro (4) equipos cada uno de ellos. Cada equipo jugará contra el resto de equipos de su propio grupo (un total de 3 partidos para cada equipo).
Fase final
Todos los equipos se clasifican para la ronda de octavos de final, en la cual se enfrentarán de forma cruzada entre los Grupos A, B, C y D (A1 - B4, A2 - B3, etc.). Los ganadores de octavos de final avanzan a la ronda de cuartos de final, mientras que los no clasificados pasarán a jugar los partidos de clasificación para las posiciones entre 9-16.

## Equipos participantes
Tras el descenso en la edición anterior de Montenegro, Macedonia del Norte y Turquía, ascendieron Rumanía, como ganadores de la División B del Campeonato Europeo de Baloncesto Masculino Sub-20 de 2024; Ucrania, como subcampeones; y Finlandia, como terceros clasificados.
- Alemania
- Bélgica
- Eslovenia
- España
- Finlandia (3º)
- Francia
- Grecia
- Islandia
- Israel
- Italia
- Lituania
- Polonia
- República Checa
- Rumania (1º)
- Serbia
- Ucrania  (2º)

### Sorteo de grupos
El sorteo de la primera ronda se celebró el 28 de enero de 2025 en Freising, Alemania. Los grupos quedaron distribuidos de la siguiente forma:
| Grupo A                         | Grupo B                                     | Grupo C                         | Grupo D                           |
| ------------------------------- | ------------------------------------------- | ------------------------------- | --------------------------------- |
| España Finlandia Israel Polonia | Grecia (H) Lituania República Checa Rumania | Alemania Bélgica Italia Ucrania | Eslovenia Francia Islandia Serbia |

## Fase de grupos
Todos los horarios corresponden al huso horario local (EEST – UTC+3).

### Grupo A
| Pos. | Equipo    | PJ | G | P | PF  | PC  | DP  | Pts |
| ---- | --------- | -- | - | - | --- | --- | --- | --- |
| 1    | Israel    | 3  | 3 | 0 | 258 | 218 | +40 | 6   |
| 2    | Polonia   | 3  | 2 | 1 | 220 | 220 | 0   | 5   |
| 3    | España    | 3  | 1 | 2 | 226 | 217 | +9  | 4   |
| 4    | Finlandia | 3  | 0 | 3 | 206 | 255 | −49 | 3   |

 Fuente: FIBA
Jornada 1
| 12 de julio de 2025 | Polonia                                                               | 78–66                                | Finlandia                                                  | Heraclión |  |
| 13:00               | Parciales: 31–23, 14–20, 20–7, 13–16                                  | Parciales: 31–23, 14–20, 20–7, 13–16 | Parciales: 31–23, 14–20, 20–7, 13–16                       | |  |
|                     | Estadísticas Sternicki 17 Szumert 18 Szpakowski, Szumert 4 Szumert 25 | Reporte Pts Reb Asts Val             | Estadísticas 19 Amzil 11 Suutela 3 Tres jugadores 16 Amzil | Pabellón: Nea Alikarnassos Arena Asistencia: 100 espectadores Árbitros: Zdenko Tomasovic Iain MacDonald Denys Povorozniuk |  |

| 12 de julio de 2025 | Israel                                                 | 79–74                                 | España                                                      | Heraclión |  |
| 15:30               | Parciales: 22–15, 28–15, 14–25, 15–19                  | Parciales: 22–15, 28–15, 14–25, 15–19 | Parciales: 22–15, 28–15, 14–25, 15–19                       | |  |
|                     | Estadísticas Doron 25 Michaeli 11 Vitlem 4 Michaeli 19 | Reporte Pts Reb Asts Val              | Estadísticas 28 Langarita 9 Iguodala 8 Fàbrega 29 Langarita | Pabellón: Nea Alikarnassos Arena Asistencia: 150 espectadores Árbitros: Nicolas Maestre Alessandro Perciavalle Janis Rozenbergs |  |

Jornada 2
| 13 de julio de 2025 | Finlandia                                               | 69–88                                 | Israel                                                 | Heraclión |  |
| 13:00               | Parciales: 25–20, 10–26, 10–17, 24–25                   | Parciales: 25–20, 10–26, 10–17, 24–25 | Parciales: 25–20, 10–26, 10–17, 24–25                  | |  |
|                     | Estadísticas Abbey 15 Amzil, Suutela 7 Abbey 5 Abbey 17 | Reporte Pts Reb Asts Val              | Estadísticas 19 Mayer 7 Filonenko 6 Mayer 23 Filonenko | Pabellón: Pabellón de la Universidad de Creta Asistencia: 100 espectadores Árbitros: Ilias Kounelles Siniša Prpa Roko Hordov |  |

| 13 de julio de 2025 | España                                                     | 63–67                                 | Polonia                                                     | Heraclión |  |
| 20:30               | Parciales: 18–14, 15–10, 19–22, 11–21                      | Parciales: 18–14, 15–10, 19–22, 11–21 | Parciales: 18–14, 15–10, 19–22, 11–21                       | |  |
|                     | Estadísticas Langarita 16 Folgueiras 8 Fàbrega 5 Flores 18 | Reporte Pts Reb Asts Val              | Estadísticas 13 Szumert 8 Sternicki 7 Szpakowski 14 Szumert | Pabellón: Pabellón de la Universidad de Creta Asistencia: 70 espectadores Árbitros: Ademir Zurapovic Blaz Zupancic Bjarki Thor Davidsson |  |

Jornada 3
| 14 de julio de 2025 | Polonia                                                       | 75–91                                 | Israel                                                    | Heraclión |  |
| 15:30               | Parciales: 13–19, 27–18, 15–31, 20–23                         | Parciales: 13–19, 27–18, 15–31, 20–23 | Parciales: 13–19, 27–18, 15–31, 20–23                     | |  |
|                     | Estadísticas Sternicki 22 Nowicki 6 Szpakowski 5 Sternicki 21 | Reporte Pts Reb Asts Val              | Estadísticas 28 Michaeli 12 Michaeli 11 Mayer 37 Michaeli | Pabellón: Nea Alikarnassos Arena Asistencia: 200 espectadores Árbitros: Nicolas Maestre Ilias Karpanos Denys Povorozniuk |  |

| 14 de julio de 2025 | España                                                   | 89–71                                 | Finlandia                                         | Heraclión                                                                                        |  |
| 18:00               | Parciales: 23–18, 25–18, 21–21, 20–14                    | Parciales: 23–18, 25–18, 21–21, 20–14 | Parciales: 23–18, 25–18, 21–21, 20–14             |                                                                                                  |  |
|                     | Estadísticas Langarita 24 Flores 8 Fàbrega 11 Fàbrega 18 | Reporte Pts Reb Asts Val              | Estadísticas 18 Ekwere 8 Ekwere 5 Abbey 18 Ekwere | Pabellón: Pabellón de la Universidad de Creta Árbitros: Mehmet Şahin Jan Baloun Jānis Rozenbergs |  |

### Grupo B
| Pos. | Equipo          | PJ | G | P | PF  | PC  | DP   | Pts |
| ---- | --------------- | -- | - | - | --- | --- | ---- | --- |
| 1    | Grecia          | 3  | 3 | 0 | 280 | 171 | +109 | 6   |
| 2    | República Checa | 3  | 2 | 1 | 223 | 251 | −28  | 5   |
| 3    | Lituania        | 3  | 1 | 2 | 250 | 232 | +18  | 4   |
| 4    | Rumania         | 3  | 0 | 3 | 171 | 270 | −99  | 3   |

 Fuente: FIBA
Jornada 1
| 12 de julio de 2025 | Lituania                                                                     | 65–84                                | Grecia                                                     | Heraclión |  |
| 18:00               | Parciales: 9–13, 25–21, 17–28, 14–22                                         | Parciales: 9–13, 25–21, 17–28, 14–22 | Parciales: 9–13, 25–21, 17–28, 14–22                       | |  |
|                     | Estadísticas Juzenas, Bieliauskas 10 Bieliauskas 11 Stonkus 3 Bieliauskas 11 | Reporte Pts Reb Asts Val             | Estadísticas 19 Samodurov 8 Touliatos 7 Avdalas 22 Avdalas | Pabellón: Nea Alikarnassos Arena Asistencia: 2100 espectadores Árbitros: Ademir Zurapović Siniša Prpa Roko Hordow |  |

| 12 de julio de 2025 | República Checa                                          | 75–65                                 | Rumania                                                           | Heraclión |  |
| 20:30               | Parciales: 23–16, 16–17, 21–17, 15–15                    | Parciales: 23–16, 16–17, 21–17, 15–15 | Parciales: 23–16, 16–17, 21–17, 15–15                             | |  |
|                     | Estadísticas Svoboda 21 J. Zvolánek 10 Čank 5 Svoboda 22 | Reporte Pts Reb Asts Val              | Estadísticas 17 S̗omăcescu 9 Nitu 4 Blidaru, S̗omăcescu 16 Angelian | Pabellón: Nea Alikarnassos Arena Asistencia: 100 espectadores Árbitros: Blaž Zupančič Rainis Värv Bjarki Thor Davidsson |  |

Jornada 2
| 13 de julio de 2025 | Rumania                                                                       | 66–106                               | Lituania                                                               | Heraclión |  |
| 15:30               | Parciales: 23–25, 19–22, 9–30, 15–29                                          | Parciales: 23–25, 19–22, 9–30, 15–29 | Parciales: 23–25, 19–22, 9–30, 15–29                                   | |  |
|                     | Estadísticas S̗omăcescu 12 Nitu, Diaconescu 5 Cuatro jugadores 2 Diaconescu 14 | Reporte Pts Reb Asts Val             | Estadísticas 17 Laurenčikas 8 Bieliauskas 5 Laurenčikas 24 Bieliauskas | Pabellón: Pabellón de la Universidad de Creta Asistencia: 100 espectadores Árbitros: Nicolas Maestre Iain MacDonald Denys Povorozniuk |  |

| 13 de julio de 2025 | Grecia                                                                | 107–66                                | República Checa                                                       | Heraclión |  |
| 18:00               | Parciales: 30–24, 24–13, 35–14, 18–15                                 | Parciales: 30–24, 24–13, 35–14, 18–15 | Parciales: 30–24, 24–13, 35–14, 18–15                                 | |  |
|                     | Estadísticas Samodurov 19 Avdalas 15 Avdalas, Patrikis 5 Touliatos 20 | Reporte Pts Reb Asts Val              | Estadísticas 14 J. Zvolánek 4 Tres jugadores 5 Svoboda 14 J. Zvolánek | Pabellón: Nea Alikarnassos Arena Asistencia: 1750 espectadores Árbitros: Julio Anaya Alessandro Perciavalle Jānis Rozenbergs |  |

Jornada 3
| 14 de julio de 2025 | República Checa                                           | 82–79                                 | Lituania                                                             | Heraclión |  |
| 13:00               | Parciales: 20–21, 22–26, 16–16, 24–16                     | Parciales: 20–21, 22–26, 16–16, 24–16 | Parciales: 20–21, 22–26, 16–16, 24–16                                | |  |
|                     | Estadísticas Svoboda 19 Straněl 6 J. Zvolánek 9 Ivánek 19 | Reporte Pts Reb Asts Val              | Estadísticas 15 Stonkus, Križanauskas 9 Kočanas 9 Stuknys 15 Stuknys | Pabellón: Pabellón de la Universidad de Cret Asistencia: 100 espectadores Árbitros: Alberto Sánchez Siniša Prpa Bjarki Thor Davidsson |  |

| 14 de julio de 2025 | Grecia                                                          | 89–40                               | Rumania                                                      | Heraclión |  |
| 18:00               | Parciales: 25–8, 22–6, 18–14, 24–12                             | Parciales: 25–8, 22–6, 18–14, 24–12 | Parciales: 25–8, 22–6, 18–14, 24–12                          | |  |
|                     | Estadísticas Patrikis 20 Soulis 9 Paraskevopoulos 6 Patrikis 24 | Reporte Pts Reb Asts Val            | Estadísticas 8 Tres jugadores 6 Nitu 6 Bildaru 12 Diaconescu | Pabellón: Nea Alikarnassos Arena Asistencia: 1500 espectadores Árbitros: Zdenko Tomasovic Lukasz Jankowski Roko Hordov |  |

### Grupo C
| Pos. | Equipo   | PJ | G | P | PF  | PC  | DP  | Pts |
| ---- | -------- | -- | - | - | --- | --- | --- | --- |
| 1    | Alemania | 3  | 3 | 0 | 220 | 189 | +31 | 6   |
| 2    | Italia   | 3  | 2 | 1 | 215 | 195 | +20 | 5   |
| 3    | Bélgica  | 3  | 1 | 2 | 189 | 208 | −19 | 4   |
| 4    | Ucrania  | 3  | 0 | 3 | 177 | 209 | −32 | 3   |

 Fuente: FIBA
Jornada 1
| 12 de julio de 2025 | Bélgica                                        | 64–68                                 | Italia                                                    | Heraclión |  |
| 15:30               | Parciales: 22–16, 13–14, 10–17, 19–21          | Parciales: 22–16, 13–14, 10–17, 19–21 | Parciales: 22–16, 13–14, 10–17, 19–21                     | |  |
|                     | Estadísticas Polet 12 Polet 9 Polet 5 Polet 17 | Reporte Pts Reb Asts Val              | Estadísticas 12 Ferrari 12 Osasuyi 4 Torresani 17 Zanetti | Pabellón: Pabellón de la Universidad de Creta Asistencia: 50 espectadores Árbitros: Julio Anaya Alberto Sánchez Vlad-Theodor Cotrobas-Dascalu |  |

| 12 de julio de 2025 | Alemania                                                      | 64–62                                 | Ucrania                                               | Heraclión |  |
| 18:00               | Parciales: 18–15, 11–14, 15–14, 20–19                         | Parciales: 18–15, 11–14, 15–14, 20–19 | Parciales: 18–15, 11–14, 15–14, 20–19                 | |  |
|                     | Estadísticas Falkenthal 15 Defty 8 Falkenthal 5 Falkenthal 18 | Reporte Pts Reb Asts Val              | Estadísticas 19 Sushkin 6 Sypalo 5 Sushkin 21 Sushkin | Pabellón: Pabellón de la Universidad de Creta Asistencia: 150 espectadores Árbitros: Ilias Kounelles Mehmet Şahin Henri Hilke |  |

Jornada 2
| 13 de julio de 2025 | Italia                                                        | 67–71                                 | Alemania                                         | Heraclión |  |
| 13:00               | Parciales: 12–16, 17–16, 26–14, 12–25                         | Parciales: 12–16, 17–16, 26–14, 12–25 | Parciales: 12–16, 17–16, 26–14, 12–25            | |  |
|                     | Estadísticas Ferrari 14 Assui, Osasuyi 7 Assui 3 Torresani 13 | Reporte Pts Reb Asts Val              | Estadísticas 20 Kalu 9 Kalu 6 Falkenthal 18 Kalu | Pabellón: Nea Alikarnassos Arena Asistencia: 200 espectadores Árbitros: Gvidas Gedvilas Lukasz Jankowski Ilias Karpanos |  |

| 13 de julio de 2025 | Ucrania                                                     | 55–65                                 | Bélgica                                                                    | Heraclión |  |
| 20:30               | Parciales: 12–10, 19–20, 14–15, 10–20                       | Parciales: 12–10, 19–20, 14–15, 10–20 | Parciales: 12–10, 19–20, 14–15, 10–20                                      | |  |
|                     | Estadísticas Sushkin, Sypalo 9 Sypalo 8 Syshkin 6 Sypalo 17 | Reporte Pts Reb Asts Val              | Estadísticas 19 Raedschelders 10 Raedschelders 4 Isebaert 24 Raedschelders | Pabellón: Nea Alikarnassos Arena Asistencia: 100 espectadores Árbitros: Luis Castillo Jan Baloun Ori Shalhavi |  |

Jornada 3
| 14 de julio de 2025 | Alemania                                                    | 85–60                                | Bélgica                                          | Heraclión |  |
| 15:30               | Parciales: 28–14, 20–9, 20–16, 17–21                        | Parciales: 28–14, 20–9, 20–16, 17–21 | Parciales: 28–14, 20–9, 20–16, 17–21             | |  |
|                     | Estadísticas Kalu 28 Defty 13 Trettin, Falkenthal 6 Kalu 30 | Reporte Pts Reb Asts Val             | Estadísticas 17 Zečević 5 Polet 7 Efono 12 Polet | Pabellón: Pabellón de la Universidad de Creta Asistencia: 100 espectadores Árbitros: Ademir Zurapovic Rainis Värv Henri Hilke |  |

| 14 de julio de 2025 | Italia                                                            | 80–60                                | Ucrania                                               | Heraclión |  |
| 20:30               | Parciales: 27–5, 18–18, 18–20, 17–17                              | Parciales: 27–5, 18–18, 18–20, 17–17 | Parciales: 27–5, 18–18, 18–20, 17–17                  | |  |
|                     | Estadísticas Torresani 14 Ferrari 8 Cuatro jugadores 3 Osasuyi 20 | Reporte Pts Reb Asts Val             | Estadísticas 11 Sypalo 10 Sypalo 6 Kolawole 20 Sypalo | Pabellón: Pabellón de la Universidad de Creta Asistencia: 50 espectadores Árbitros: Blaz Zupancic Iain MacDonald Vlad-Theodor Controbas-Dascalu |  |

### Grupo D
| Pos. | Equipo    | PJ | G | P | PF  | PC  | DP  | Pts |
| ---- | --------- | -- | - | - | --- | --- | --- | --- |
| 1    | Serbia    | 3  | 3 | 0 | 272 | 195 | +77 | 6   |
| 2    | Francia   | 3  | 2 | 1 | 229 | 201 | +28 | 5   |
| 3    | Islandia  | 3  | 1 | 2 | 205 | 249 | −44 | 4   |
| 4    | Eslovenia | 3  | 0 | 3 | 192 | 253 | −61 | 3   |

 Fuente: FIBA
Jornada 1
| 12 de julio de 2025 | Serbia                                                       | 90–76                                 | Islandia                                                                             | Heraclión |  |
| 13:00               | Parciales: 30–15, 22–17, 22–21, 16–23                        | Parciales: 30–15, 22–17, 22–21, 16–23 | Parciales: 30–15, 22–17, 22–21, 16–23                                                | |  |
|                     | Estadísticas Mikić 16 Nikolić, Milošević 5 Ristic 7 Mikić 16 | Reporte Pts Reb Asts Val              | Estadísticas 25 Sigurtharson 9 Ludviksson, Curtis 5 Curtis, Arnarson 28 Sigurtharson | Pabellón: Pabellón de la Universidad de Creta Asistencia: 100 espectadores Árbitros: Gvidas Gedvilas Jan Baloun Ori Shalhavi |  |

| 12 de julio de 2025 | Francia                                             | 79–64                                | Eslovenia                                       | Heraclión |  |
| 20:30               | Parciales: 15–17, 17–7, 28–21, 19–19                | Parciales: 15–17, 17–7, 28–21, 19–19 | Parciales: 15–17, 17–7, 28–21, 19–19            | |  |
|                     | Estadísticas Domon 18 Jacques 10 Boisdur 4 Domon 19 | Reporte Pts Reb Asts Val             | Estadísticas 13 Vide 6 Dragan 5 Vide 14 Bandelj | Pabellón: Pabellón de la Universidad de Creta Asistencia: 100 espectadores Árbitros: Luis Castillo Lukasz Jankowski Ilias Karpanos |  |

Jornada 2
| 13 de julio de 2025 | Islandia                                                        | 53–85                                | Francia                                                           | Heraclión |  |
| 15:30               | Parciales: 12–25, 12–27, 21–10, 8–23                            | Parciales: 12–25, 12–27, 21–10, 8–23 | Parciales: 12–25, 12–27, 21–10, 8–23                              | |  |
|                     | Estadísticas Bragason 19 Ludviksson 11 Ludviksson 4 Bragason 17 | Reporte Pts Reb Asts Val             | Estadísticas 17 Malwaya 8 Domon 6 Rieber, Domon 19 Wilbaut, Domon | Pabellón: Nea Alikarnassos Arena Asistencia: 250 espectadores Árbitros: Mehmet Şahin Rainis Värv Vlad-Theodor Cotrobas-Dascalu |  |

| 13 de julio de 2025 | Eslovenia                                                          | 54–98                                | Serbia                                               | Heraclión |  |
| 18:00               | Parciales: 20–27, 12–16, 13–26, 9–29                               | Parciales: 20–27, 12–16, 13–26, 9–29 | Parciales: 20–27, 12–16, 13–26, 9–29                 | |  |
|                     | Estadísticas Bandelj 9 Tres jugadores 5 Tres jugadores 3 Dragan 13 | Reporte Pts Reb Asts Val             | Estadísticas 22 Gačić 9 Malešević 6 Mušicki 26 Gačić | Pabellón: Pabellón de la Universidad de Creta Asistencia: 150 espectadores Árbitros: Zdenko Tomasovic Alberto Sánchez Henri Hilke |  |

Jornada 3
| 14 de julio de 2025 | Eslovenia                                    | 74–76                                 | Islandia                                              | Heraclión |  |
| 13:00               | Parciales: 16–18, 18–21, 12–19, 28–18        | Parciales: 16–18, 18–21, 12–19, 28–18 | Parciales: 16–18, 18–21, 12–19, 28–18                 | |  |
|                     | Estadísticas Vide 23 Dragan 7 Vide 5 Vide 27 | Reporte Pts Reb Asts Val              | Estadísticas 20 Curtis 11 Curtis 7 Arnarson 34 Curtis | Pabellón: Nea Alikarnassos Arena Asistencia: 100 espectadores Árbitros: Luis Castillo Ilias Kounelles Ori Shalhavi |  |

| 14 de julio de 2025 | Serbia                                                        | 84–65                                 | Francia                                                         | Heraclión |  |
| 20:30               | Parciales: 21–14, 22–20, 18–16, 23–15                         | Parciales: 21–14, 22–20, 18–16, 23–15 | Parciales: 21–14, 22–20, 18–16, 23–15                           | |  |
|                     | Estadísticas Ristic 22 Nikolić 10 Ristic 8 Ristic, Nikolić 22 | Reporte Pts Reb Asts Val              | Estadísticas 11 Malwaya, Domon 7 Majstorović 3 Pietrus 14 Domon | Pabellón: Nea Alikarnassos Arena Asistencia: 300 espectadores Árbitros: Julio Anaya Gvidas Gedvilas Alessandro Perciavalle |  |

## Fase final
Todos los horarios corresponden al huso horario local (EEST – UTC+3).
|  | Octavos de final | Octavos de final | Octavos de final |           |          | Cuartos de final | Cuartos de final | Cuartos de final |  |          | Semifinales | Semifinales | Semifinales |        |                    | Final              | Final              | Final       |  |
|  | 16 de julio      | 16 de julio      | 16 de julio      |           |          | 17 de julio      | 17 de julio      | 17 de julio      |  |          | 19 de julio | 19 de julio | 19 de julio |        |                    | 20 de julio        | 20 de julio        | 20 de julio |  |
|  |                  |                  |                  |           |          |                  |                  |                  |  |          |             |             |             |        |                    |                    |                    |             |  |
|  |                  |                  |                  |           |          |                  |                  |                  |  |          |             |             |             |        |                    |                    |                    |             |  |
|  | A1               | Israel           | 119              |           |          |                  |                  |                  |  |          |             |             |             |        |                    |                    |                    |             |  |
|  | A1               | Israel           | 119              |           |          |                  |                  |                  |  |          |             |             |             |        |                    |                    |                    |             |  |
|  | B4               | Rumania          | 68               |           |          |                  |                  |                  |  |          |             |             |             |        |                    |                    |                    |             |  |
|  | B4               | Rumania          | 68               |           | Israel   | Israel           | 80               |                  |  |          |             |             |             |        |                    |                    |                    |             |  |
|  |                  |                  |                  |           | Israel   | Israel           | 80               |                  |  |          |             |             |             |        |                    |                    |                    |             |  |
|  |                  |                  | Italia           | Italia    | 89       |                  |                  |                  |  |          |             |             |             |        |                    |                    |                    |             |  |
|  | C2               | Italia           | Italia           | Italia    | 89       | 101              |                  |                  |  |          |             |             |             |        |                    |                    |                    |             |  |
|  | C2               | Italia           |                  |           |          |                  |                  |                  |  |          |             |             |             |        |                    |                    |                    |             |  |
|  | D3               | Islandia         | 58               |           |          |                  |                  |                  |  |          |             |             |             |        |                    |                    |                    |             |  |
|  | D3               | Islandia         | 58               |           |          |                  |                  |                  |  | Italia   | Italia      | 85          |             |        |                    |                    |                    |             |  |
|  |                  |                  |                  |           |          |                  |                  |                  |  | Italia   | Italia      | 85          |             |        |                    |                    |                    |             |  |
|  |                  |                  | Serbia           | Serbia    | 78       |                  |                  |                  |  |          |             |             |             |        |                    |                    |                    |             |  |
|  | B2               | República Checa  | Serbia           | Serbia    | 78       | 54               |                  |                  |  |          |             |             |             |        |                    |                    |                    |             |  |
|  | B2               | República Checa  |                  |           |          |                  |                  |                  |  |          |             |             |             |        |                    |                    |                    |             |  |
|  | A3               | España           | 70               |           |          |                  |                  |                  |  |          |             |             |             |        |                    |                    |                    |             |  |
|  | A3               | España           | 70               |           | España   | España           | 66               |                  |  |          |             |             |             |        |                    |                    |                    |             |  |
|  |                  |                  |                  |           | España   | España           | 66               |                  |  |          |             |             |             |        |                    |                    |                    |             |  |
|  |                  |                  | Serbia           | Serbia    | 76       |                  |                  |                  |  |          |             |             |             |        |                    |                    |                    |             |  |
|  | D1               | Serbia           | Serbia           | Serbia    | 76       | 75               |                  |                  |  |          |             |             |             |        |                    |                    |                    |             |  |
|  | D1               | Serbia           |                  |           |          |                  |                  |                  |  |          |             |             |             |        |                    |                    |                    |             |  |
|  | C4               | Ucrania          | 61               |           |          |                  |                  |                  |  |          |             |             |             |        |                    |                    |                    |             |  |
|  | C4               | Ucrania          | 61               |           |          |                  |                  |                  |  |          |             |             |             |        | Italia             | Italia             | 83                 |             |  |
|  |                  |                  |                  |           |          |                  |                  |                  |  |          |             |             |             |        | Italia             | Italia             | 83                 |             |  |
|  |                  |                  | Lituania         | Lituania  | 66       |                  |                  |                  |  |          |             |             |             |        |                    |                    |                    |             |  |
|  | A2               | Polonia          | Lituania         | Lituania  | 66       | 73               |                  |                  |  |          |             |             |             |        |                    |                    |                    |             |  |
|  | A2               | Polonia          |                  |           |          |                  |                  |                  |  |          |             |             |             |        |                    |                    |                    |             |  |
|  | B3               | Lituania         | 84               |           |          |                  |                  |                  |  |          |             |             |             |        |                    |                    |                    |             |  |
|  | B3               | Lituania         | 84               |           | Lituania | Lituania         | 85               |                  |  |          |             |             |             |        |                    |                    |                    |             |  |
|  |                  |                  |                  |           | Lituania | Lituania         | 85               |                  |  |          |             |             |             |        |                    |                    |                    |             |  |
|  |                  |                  | Eslovenia        | Eslovenia | 67       |                  |                  |                  |  |          |             |             |             |        |                    |                    |                    |             |  |
|  | C1               | Alemania         | Eslovenia        | Eslovenia | 67       | 85               |                  |                  |  |          |             |             |             |        |                    |                    |                    |             |  |
|  | C1               | Alemania         |                  |           |          |                  |                  |                  |  |          |             |             |             |        |                    |                    |                    |             |  |
|  | D4               | Eslovenia TE     | 86               |           |          |                  |                  |                  |  |          |             |             |             |        |                    |                    |                    |             |  |
|  | D4               | Eslovenia TE     | 86               |           |          |                  |                  |                  |  | Lituania | Lituania    | 81          |             |        |                    |                    |                    |             |  |
|  |                  |                  |                  |           |          |                  |                  |                  |  | Lituania | Lituania    | 81          |             |        |                    |                    |                    |             |  |
|  |                  |                  | Francia          | Francia   | 71       |                  |                  |                  |  |          |             |             |             |        |                    |                    |                    |             |  |
|  | B1               | Grecia           | Francia          | Francia   | 71       | 85               |                  |                  |  |          |             |             |             |        |                    |                    |                    |             |  |
|  | B1               | Grecia           |                  |           |          |                  |                  |                  |  |          |             |             |             |        |                    |                    |                    |             |  |
|  | A4               | Finlandia        | 78               |           |          |                  |                  |                  |  |          |             |             |             |        |                    |                    |                    |             |  |
|  | A4               | Finlandia        | 78               |           | Grecia   | Grecia           | 70               |                  |  |          |             |             |             |        | Partido 3.º puesto | Partido 3.º puesto | Partido 3.º puesto |             |  |
|  |                  |                  |                  |           | Grecia   | Grecia           | 70               |                  |  |          |             |             |             |        | Partido 3.º puesto | Partido 3.º puesto | Partido 3.º puesto |             |  |
|  |                  |                  | Francia          | Francia   | 72       |                  |                  |                  |  |          |             |             |             |        |                    |                    |                    |             |  |
|  | D2               | Francia          | Francia          | Francia   | 72       | 74               |                  |                  |  |          |             |             |             | Serbia | Serbia             | 62                 |                    |             |  |
|  | D2               | Francia          |                  |           |          |                  |                  |                  |  |          |             |             |             | Serbia | Serbia             | 62                 |                    |             |  |
|  | C3               | Bélgica          | 57               |           |          |                  |                  |                  |  |          |             |             |             |        |                    | Francia            | Francia            | 73          |  |
|  | C3               | Bélgica          | 57               |           |          |                  |                  |                  |  |          |             |             |             |        |                    | Francia            | Francia            | 73          |  |
|  |                  |                  |                  |           |          |                  |                  |                  |  |          |             |             |             |        |                    |                    |                    |             |  |

#### Octavos de final
| 16 de julio de 2025 | Israel                                                  | 119–68                                | Rumania                                            | Heraclión                                                                                       |  |
| 13:00               | Parciales: 35–20, 34–16, 28–19, 22–13                   | Parciales: 35–20, 34–16, 28–19, 22–13 | Parciales: 35–20, 34–16, 28–19, 22–13              |                                                                                                 |  |
|                     | Estadísticas Abouloff 18 Sela 12 Sela Abouloff, Sela 22 | Reporte Pts Reb Asts Val              | Estadísticas 10 Nitu, Papuc 6 Nitu 4 Papuc 11 Nitu | Pabellón: Pabellón de la Universidad de Creta Árbitros: Mehmet Şahin Henri Hilke Iain MacDonald |  |

| 16 de julio de 2025 | República Checa                                                                 | 54–70                                 | España                                                   | Heraclión |  |
| 13:00               | Parciales: 16–13, 14–23, 13–20, 11–14                                           | Parciales: 16–13, 14–23, 13–20, 11–14 | Parciales: 16–13, 14–23, 13–20, 11–14                    | |  |
|                     | Estadísticas J. Zvolánek 12 Kristian 6 Tres jugadores 3 Bubeník, J. Zvolánek 11 | Reporte Pts Reb Asts Val              | Estadísticas 20 Torres 8 Folgueiras 11 Fàbrega 20 Torres | Pabellón: Nea Alikarnassos Arena Asistencia: 230 espectadores Árbitros: Roko Hordov Vlad-Theodor Cotrobas-Dascalu Gvidas Gedvilas |  |

| 16 de julio de 2025 | Italia                                                            | 101–58                                | Islandia                                                 | Heraclión |  |
| 15:30               | Parciales: 19–17, 31–11, 21–14, 30–16                             | Parciales: 19–17, 31–11, 21–14, 30–16 | Parciales: 19–17, 31–11, 21–14, 30–16                    | |  |
|                     | Estadísticas Tres jugadores 14 Osasuyi 12 Trucchetti 5 Osasuyi 24 | Reporte Pts Reb Asts Val              | Estadísticas 11 Curtis 7 Curtis 3 Curtis 13 Thorbergsson | Pabellón: Pabellón de la Universidad de Creta Asistencia: 60 espectadores Árbitros: Ademir Zurapović Jānis Rozenbergs Rainis Värv |  |

| 16 de julio de 2025 | Serbia                                             | 75–61                                 | Ucrania                                                           | Heraclión |  |
| 15:30               | Parciales: 18–13, 20–15, 20–20, 17–13              | Parciales: 18–13, 20–15, 20–20, 17–13 | Parciales: 18–13, 20–15, 20–20, 17–13                             | |  |
|                     | Estadísticas Gačić 21 Nikolić 9 Ristić 11 Gačić 19 | Reporte Pts Reb Asts Val              | Estadísticas 19 Klitschko 8 Tres jugadores 4 Sushkin 21 Klitschko | Pabellón: Nea Alikarnassos Arena Asistencia: 190 espectadores Árbitros: Ilias Kounelles Lukasz Jankowski Ilias Karpanos |  |

| 16 de julio de 2025 | Polonia                                         | 73–84                                 | Lituania                                                              | Heraclión |  |
| 18:00               | Parciales: 20–16, 17–20, 18–23, 18–25           | Parciales: 20–16, 17–20, 18–23, 18–25 | Parciales: 20–16, 17–20, 18–23, 18–25                                 | |  |
|                     | Estadísticas Cwik 22 Nowicki 6 Szmert 5 Cwik 19 | Reporte Pts Reb Asts Val              | Estadísticas 16 Juzenas 8 Bancevičius, Raupelis 9 Stuknys 22 Raupelis | Pabellón: Pabellón de la Universidad de Creta Asistencia: 150 espectadores Árbitros: Julio Anaya Alberto Sánchez Jan Baloun |  |

| 16 de julio de 2025 | Grecia                                                   | 85–78                                 | Finlandia                                               | Heraclión |  |
| 18:00               | Parciales: 19–15, 18–18, 21–15, 27–30                    | Parciales: 19–15, 18–18, 21–15, 27–30 | Parciales: 19–15, 18–18, 21–15, 27–30                   | |  |
|                     | Estadísticas Avdalas 23 Samodurov 9 Avdalas 8 Avdalas 20 | Reporte Pts Reb Asts Val              | Estadísticas 22 Abbey, Amzil 9 Suutela 8 Abbey 23 Abbey | Pabellón: Nea Alikarnassos Arena Asistencia: 1893 espectadores Árbitros: Luis Castillo Ademir Zurapović Bjarki Thor Davidsson |  |

| 16 de julio de 2025 | Alemania                                            | 85–86 TE                                            | Eslovenia                                           | Heraclión |  |
| 20:30               | Parciales: 23–16, 16–18, 10–20, 23–18 (T.E.: 13–14) | Parciales: 23–16, 16–18, 10–20, 23–18 (T.E.: 13–14) | Parciales: 23–16, 16–18, 10–20, 23–18 (T.E.: 13–14) | |  |
|                     | Estadísticas Kalu 21 Kalu 13 Falkenthal 5 Kalu 25   | Reporte Pts Reb Asts Val                            | Estadísticas 23 Vide 8 Urbanika 5 Pirš 20 Pirš      | Pabellón: Pabellón de la Universidad de Creta Asistencia: 130 espectadores Árbitros: Nicolas Maestre Zdenko Tomasovic Denys Povorozniuk |  |

| 16 de julio de 2025 | Francia                                               | 74–57                                 | Bélgica                                        | Heraclión |  |
| 20:30               | Parciales: 17–13, 27–17, 11–12, 19–15                 | Parciales: 17–13, 27–17, 11–12, 19–15 | Parciales: 17–13, 27–17, 11–12, 19–15          | |  |
|                     | Estadísticas Pietrus 16 Jacques 8 Boisdur 7 Wibaut 21 | Reporte Pts Reb Asts Val              | Estadísticas 14 Efono 6 Polet 4 Polet 16 Polet | Pabellón: Nea Alikarnassos Arena Asistencia: 371 espectadores Árbitros: Siniša Prpa Alessandro Perciavalle Ori Shalhavi |  |

#### Cuartos de final
| 17 de julio de 2025 | Israel                                                          | 80–89                                | Italia                                                | Heraclión |  |
| 13:00               | Parciales: 25–24, 28–15, 18–25, 9–25                            | Parciales: 25–24, 28–15, 18–25, 9–25 | Parciales: 25–24, 28–15, 18–25, 9–25                  | |  |
|                     | Estadísticas Michaeli 21 Michaeli 8 Vitlem, Mayer 5 Michaeli 18 | Reporte Pts Reb Asts Val             | Estadísticas 22 Assui 9 Osasuyi 5 Trucchetti 22 Assui | Pabellón: Nea Alikarnassos Arena Asistencia: 183 espectadores Árbitros: Nicolas Maestre Jan Baloun Ilias Karpanos |  |

| 17 de julio de 2025 | España                                                                | 66–76                                 | Serbia                                                     | Heraclión |  |
| 15:30               | Parciales: 22–16, 13–14, 14–15, 17–31                                 | Parciales: 22–16, 13–14, 14–15, 17–31 | Parciales: 22–16, 13–14, 14–15, 17–31                      | |  |
|                     | Estadísticas Fàbrega, Folgueiras 13 Folgueiras 11 Fàbrega 8 Flores 17 | Reporte Pts Reb Asts Val              | Estadísticas 22 Nikolić 10 Savanović 5 Ristić 26 Savanović | Pabellón: Nea Alikarnassos Arena Asistencia: 412 espectadores Árbitros: Julio Anaya Mehmet Şahin Jānis Rozenbergs |  |

| 17 de julio de 2025 | Grecia                                                    | 70–72                                 | Francia                                                 | Heraclión |  |
| 18:00               | Parciales: 20–24, 19–17, 12–11, 19–20                     | Parciales: 20–24, 19–17, 12–11, 19–20 | Parciales: 20–24, 19–17, 12–11, 19–20                   | |  |
|                     | Estadísticas Avdalas 17 Samodurov 8 Avdalas 10 Avdalas 23 | Reporte Pts Reb Asts Val              | Estadísticas 18 Domon 9 Domon 4 Pietrus, Domon 21 Domon | Pabellón: Nea Alikarnassos Arena Asistencia: 3154 espectadores Árbitros: Ademir Zurapović Zdenko Tomasović Lukasz Jankowski |  |

| 17 de julio de 2025 | Lituania                                                                    | 85–67                                | Eslovenia                                        | Heraclión |  |
| 20:30               | Parciales: 27–17, 23–24, 15–18, 20–8                                        | Parciales: 27–17, 23–24, 15–18, 20–8 | Parciales: 27–17, 23–24, 15–18, 20–8             | |  |
|                     | Estadísticas Bieliauskas 16 Cuatro jugadores 7 Laurencikas 6 Bieliauskas 23 | Reporte Pts Reb Asts Val             | Estadísticas 28 Vide 8 Vide 2 Vide, Pirš 23 Vide | Pabellón: Nea Alikarnassos Arena Asistencia: 127 espectadores Árbitros: Luis Castillo Siniša Prpa Alessandro Perciavalle |  |

#### Semifinales
| 19 de julio de 2025 | Italia                                                              | 85–78                                 | Serbia                                                   | Heraclión |  |
| 18:00               | Parciales: 27–18, 14–17, 24–13, 20–30                               | Parciales: 27–18, 14–17, 24–13, 20–30 | Parciales: 27–18, 14–17, 24–13, 20–30                    | |  |
|                     | Estadísticas Ferrari 21 Atamah 8 Trucchetti, Torresani 5 Ferrari 23 | Reporte Pts Reb Asts Val              | Estadísticas 25 Savanović 10 Mikić 7 Ristić 28 Savanović | Pabellón: Nea Alikarnassos Arena Asistencia: 420 espectadores Árbitros: Luis Castillo Zdenko Tomasovic Ilias Kounelles |  |

| 19 de julio de 2025 | Lituania                                                | 81–71                                 | Francia                                                       | Heraclión |  |
| 20:30               | Parciales: 24–30, 16–12, 23–12, 18–17                   | Parciales: 24–30, 16–12, 23–12, 18–17 | Parciales: 24–30, 16–12, 23–12, 18–17                         | |  |
|                     | Estadísticas Juzenas 21 Raupelis 7 Stuknys 5 Juzenas 23 | Reporte Pts Reb Asts Val              | Estadísticas 15 Domon 6 Majstorović 4 Wibaut 12 Pierre-Justin | Pabellón: Nea Alikarnassos Arena Asistencia: 395 espectadores Árbitros: Julio Anaya Blaz Zupancic Alberto Sánchez |  |

#### Partido por el 3.º puesto
| 20 de julio de 2025 | Serbia                                                        | 62–73                                 | Francia                                                                          | Heraclión |  |
| 18:00               | Parciales: 19–17, 11–20, 11–16, 21–20                         | Parciales: 19–17, 11–20, 11–16, 21–20 | Parciales: 19–17, 11–20, 11–16, 21–20                                            | |  |
|                     | Estadísticas Nikolić, Gačić 16 Mikić 7 Avramovic 4 Nikolić 14 | Reporte Pts Reb Asts Val              | Estadísticas 15 Majstorović 7 Majstorović, Domon 4 L'Etang, Domon 21 Majstorović | Pabellón: Nea Alikarnassos Arena Asistencia: 350 espectadores Árbitros: Gvidas Gedvilas Julio Anaya Mehmet Şahin |  |

#### Final
| 20 de julio de 2025 | Italia                                                                  | 83–66                                | Lituania                                                            | Heraclión |  |
| 20:30               | Parciales: 23–17, 19–9, 18–22, 23–18                                    | Parciales: 23–17, 19–9, 18–22, 23–18 | Parciales: 23–17, 19–9, 18–22, 23–18                                | |  |
|                     | Estadísticas Ferrari 26 Assui, Osasuyi 9 Trucchetti 4 Assui, Ferrari 19 | Reporte Pts Reb Asts Val             | Estadísticas 17 Bieliauskas 12 Bieliauskas 9 Stuknys 19 Bieliauskas | Pabellón: Nea Alikarnassos Arena Asistencia: 750 espectadores Árbitros: Luis Castillo Nicolas Maestre Lukasz Jankowski |  |

|                            |
| Bandera de Italia          |
| Campeón Italia 3.er título |

### Cuadro por el 5.º-8.º puesto
|  | Semifinales 5.º-8.º | Semifinales 5.º-8.º |        |        | Partido 5.º puesto | Partido 5.º puesto |  |
|  | 19 de julio         | 19 de julio         |        |        | 20 de julio        | 20 de julio        |  |
|  |                     |                     |        |        |                    |                    |  |
|  |                     |                     |        |        |                    |                    |  |
|  | Israel              | 80                  |        |        |                    |                    |  |
|  | Israel              | 80                  |        |        |                    |                    |  |
|  | España              | 69                  |        |        |                    |                    |  |
|  | España              | 69                  |        | Israel | 82                 |                    |  |
|  |                     |                     |        | Israel | 82                 |                    |  |
|  |                     |                     | Grecia | 92     |                    |                    |  |
|  | Eslovenia           | 60                  | Grecia | 92     |                    |                    |  |
|  | Eslovenia           | 60                  |        |        |                    |                    |  |
|  | Grecia              | 82                  |        |        | Partido 7.º puesto | Partido 7.º puesto |  |
|  | Grecia              | 82                  |        |        | Partido 7.º puesto | Partido 7.º puesto |  |
|  |                     |                     |        |        |                    |                    |  |
|  |                     |                     |        |        | España             | 75                 |  |
|  |                     |                     |        |        | España             | 75                 |  |
|  |                     |                     |        |        | Eslovenia          | 77                 |  |
|  |                     |                     |        |        | Eslovenia          | 77                 |  |
|  |                     |                     |        |        |                    |                    |  |

#### Semifinales del 5.º-8.º puesto
| 19 de julio de 2025 | Israel                                            | 80–69                                | España                                                     | Heraclión |  |
| 13:00               | Parciales: 22–8, 19–13, 29–26, 10–22              | Parciales: 22–8, 19–13, 29–26, 10–22 | Parciales: 22–8, 19–13, 29–26, 10–22                       | |  |
|                     | Estadísticas Avneri 22 Sela 15 Vitlem 4 Avneri 22 | Reporte Pts Reb Asts Val             | Estadísticas 14 Navarro 12 Folgueiras 6 Fàbrega 18 Navarro | Pabellón: Nea Alikarnassos Arena Asistencia: 60 espectadores Árbitros: Ademir Zurapović Roko Hordov Rainis Värv |  |

| 19 de julio de 2025 | Eslovenia                                                   | 60–82                                | Grecia                                                    | Heraclión |  |
| 15:30               | Parciales: 18–18, 5–21, 26–24, 11–19                        | Parciales: 18–18, 5–21, 26–24, 11–19 | Parciales: 18–18, 5–21, 26–24, 11–19                      | |  |
|                     | Estadísticas' Vide, Dragan 10 Vide 9 Vide 7 Vide, Dragan 12 | Reporte Pts Reb Asts Val             | Estadísticas 23 Samodurov 7 Soulis 9 Avdalas 24 Samodurov | Pabellón: Nea Alikarnassos Arena Asistencia: 668 espectadores Árbitros: Gvidas Gedvilas Alessandro Perciavalle Jānis Rozenbergs |  |

#### Partido por el 7.º puesto
| 20 de julio de 2025 | España                                                              | 75–77                                | Eslovenia                                        | Heraclión |  |
| 18:00               | Parciales: 16–20, 12–7, 23–26, 24–24                                | Parciales: 16–20, 12–7, 23–26, 24–24 | Parciales: 16–20, 12–7, 23–26, 24–24             | |  |
|                     | Estadísticas Folgueiras 28 Folgueiras 17 Folgueiras 9 Folgueiras 46 | Reporte Pts Reb Asts Val             | Estadísticas 20 Vide 11 Vide 7 Razdevšek 23 Vide | Pabellón: Pabellón de la Universidad de Creta Asistencia: 100 espectadores Árbitros: Ilias Kounelles Alessandro Perciavalle Denys Povorozniuk |  |

#### Partido por el 5.º puesto
| 20 de julio de 2025 | Israel                                                    | 82–92                                 | Grecia                                                     | Heraclión |  |
| 13:00               | Parciales: 21–21, 19–28, 22–23, 20–20                     | Parciales: 21–21, 19–28, 22–23, 20–20 | Parciales: 21–21, 19–28, 22–23, 20–20                      | |  |
|                     | Estadísticas Michaeli 22 Michaeli 10 Vitlem 4 Michaeli 21 | Reporte Pts Reb Asts Val              | Estadísticas 25 Samodurov 10 Avdalas 14 Avdalas 31 Avdalas | Pabellón: Nea Alikarnassos Arena Asistencia: 380 espectadores Árbitros: Jan Baloun Blaž Zupančič Rainis Värv |  |

### Cuadro por el 9.º-16.º puesto
|  | Partido 13.º puesto | Partido 13.º puesto |                 |          | Semifinales 13.º-16.º | Semifinales 13.º-16.º |                 |             | Cuartos de final 9.º-16.º | Cuartos de final 9.º-16.º |         |         | Semifinales 9.º-12.º | Semifinales 9.º-12.º |  |  | Partido 9.º puesto | Partido 9.º puesto |
|  |                     |                     |                 |          |                       |                       |                 |             |                           |                           |         |         |                      |                      |  |  |                    |                    |
|  |                     |                     |                 |          |                       |                       |                 |             | 17 de julio               |                           |         |         |                      |                      |  |  |                    |                    |
|  |                     |                     |                 |          |                       |                       |                 |             |                           |                           |         |         |                      |                      |  |  |                    |                    |
|  | 20 de julio         | 20 de julio         |                 |          | 19 de julio           | 19 de julio           |                 |             | Rumania                   | 72                        |         |         | 19 de julio          | 19 de julio          |  |  | 20 de julio        | 20 de julio        |
|  | 20 de julio         | 20 de julio         |                 |          | 19 de julio           | 19 de julio           |                 |             | Rumania                   | 72                        |         |         | 19 de julio          | 19 de julio          |  |  | 20 de julio        | 20 de julio        |
|  | 20 de julio         | 20 de julio         |                 |          | 19 de julio           | 19 de julio           | Islandia        | 57          |                           |                           |         |         | 19 de julio          | 19 de julio          |  |  | 20 de julio        | 20 de julio        |
|  | 20 de julio         | 20 de julio         |                 | Islandia | 88                    |                       | Islandia        | 57          |                           |                           |         | Rumania | 61                   |                      |  |  | 20 de julio        | 20 de julio        |
|  | 20 de julio         | 20 de julio         | 17 de julio     | Islandia | 88                    |                       |                 |             |                           |                           |         | Rumania | 61                   |                      |  |  | 20 de julio        | 20 de julio        |
|  | 20 de julio         | 20 de julio         |                 |          | Ucrania               | 67                    |                 |             | República Checa           | 75                        |         |         |                      |                      |  |  | 20 de julio        | 20 de julio        |
|  | 20 de julio         | 20 de julio         | República Checa | 85       | Ucrania               | 67                    |                 |             | República Checa           | 75                        |         |         |                      |                      |  |  | 20 de julio        | 20 de julio        |
|  | 20 de julio         | 20 de julio         | República Checa | 85       |                       |                       |                 |             |                           |                           |         |         |                      |                      |  |  | 20 de julio        | 20 de julio        |
|  | 20 de julio         | 20 de julio         |                 |          | Ucrania               | 65                    |                 |             |                           |                           |         |         |                      |                      |  |  | 20 de julio        | 20 de julio        |
|  | Islandia            | 56                  |                 |          | Ucrania               | 65                    | República Checa | 94          |                           |                           |         |         |                      |                      |  |  |                    |                    |
|  | Islandia            | 56                  | 17 de julio     |          |                       |                       | República Checa | 94          |                           |                           |         |         |                      |                      |  |  |                    |                    |
|  | Alemania            | 63                  |                 |          | Polonia               | 81                    |                 |             |                           |                           |         |         |                      |                      |  |  |                    |                    |
|  | Alemania            | 63                  | Polonia         | 83       | Polonia               | 81                    |                 |             |                           |                           |         |         |                      |                      |  |  |                    |                    |
|  |                     |                     | Polonia         | 83       | 19 de julio           | 19 de julio           | 19 de julio     | 19 de julio |                           |                           |         |         |                      |                      |  |  |                    |                    |
|  |                     |                     | Alemania        | 69       | 19 de julio           | 19 de julio           | 19 de julio     | 19 de julio |                           |                           |         |         |                      |                      |  |  |                    |                    |
|  | Partido 15.º puesto | Partido 15.º puesto | Alemania        | 69       | Alemania              | 82                    |                 |             |                           |                           | Polonia | 81      | Partido 11.º puesto  | Partido 11.º puesto  |  |  |                    |                    |
|  | Partido 15.º puesto | Partido 15.º puesto | 17 de julio     |          | Alemania              | 82                    |                 |             |                           |                           | Polonia | 81      | Partido 11.º puesto  | Partido 11.º puesto  |  |  |                    |                    |
|  | 20 de julio         | 20 de julio         |                 |          | Finlandia             | 81                    |                 |             | Bélgica                   | 64                        |         |         | 20 de julio          | 20 de julio          |  |  |                    |                    |
|  | Ucrania             | 82                  | Finlandia       | 74       | Finlandia             | 81                    | Rumania         | 66          | Bélgica                   | 64                        |         |         |                      |                      |  |  |                    |                    |
|  | Ucrania             | 82                  | Finlandia       | 74       |                       |                       | Rumania         | 66          |                           |                           |         |         |                      |                      |  |  |                    |                    |
|  | Finlandia           | 84                  |                 |          | Bélgica               | 79                    |                 |             | Bélgica                   | 58                        |         |         |                      |                      |  |  |                    |                    |

#### Cuartos de final del 9.º-16.º puesto
| 17 de julio de 2025 | Rumania                                               | 72–57                               | Islandia                                                                 | Heraclión |  |
| 13:00               | Parciales: 20–22, 15–17, 18–9, 19–9                   | Parciales: 20–22, 15–17, 18–9, 19–9 | Parciales: 20–22, 15–17, 18–9, 19–9                                      | |  |
|                     | Estadísticas S̗omăcescu 28 Nitu 16 S̗omăcescu 5 Nitu 27 | Reporte Pts Reb Asts Val            | Estadísticas 23 Arnarson 9 Þrastarson 4 Arnarson 13 Bragason, Þrastarson | Pabellón: Pabellón de la Universidad de Creta Asistencia: 60 espectadores Árbitros: Ilias Kounelles Roko Hordov Ori Shalhavi |  |

| 17 de julio de 2025 | República Checa                                                           | 85–65                                | Ucrania                                                           | Heraclión |  |
| 15:30               | Parciales: 23–8, 21–16, 11–21, 30–20                                      | Parciales: 23–8, 21–16, 11–21, 30–20 | Parciales: 23–8, 21–16, 11–21, 30–20                              | |  |
|                     | Estadísticas Svoboda 21 M. Zvolánek, J. Zvolánek J. Zvolánek 8 Svoboda 23 | Reporte Pts Reb Asts Val             | Estadísticas 15 Romanytsia 7 Klitschko 3 Romanytsia 17 Romanytsia | Pabellón: Pabellón de la Universidad de Creta Asistencia: 40 espectadores Árbitros: Gvidas Gedvilas Henri Hilke Iain MacDonald |  |

| 17 de julio de 2025 | Finlandia                                                 | 74–79                                 | Bélgica                                                                 | Heraclión |  |
| 18:00               | Parciales: 17–15, 18–23, 20–29, 19–12                     | Parciales: 17–15, 18–23, 20–29, 19–12 | Parciales: 17–15, 18–23, 20–29, 19–12                                   | |  |
|                     | Estadísticas Ekwere 26 Ekwere, Amzil 9 Abbey 10 Ekwere 32 | Reporte Pts Reb Asts Val              | Estadísticas 21 Efono 13 Raedschelders 9 Raedschelders 26 Raedschelders | Pabellón: Pabellón de la Universidad de Creta Asistencia: 57 espectadores Árbitros: Alberto Sánchez Rainis Värv Bjarki Thor Davidsson |  |

| 17 de julio de 2025 | Polonia                                                 | 83–69                                 | Alemania                                        | Heraclión |  |
| 20:30               | Parciales: 21–14, 20–17, 21–22, 21–16                   | Parciales: 21–14, 20–17, 21–22, 21–16 | Parciales: 21–14, 20–17, 21–22, 21–16           | |  |
|                     | Estadísticas Szumert 24 Szumert 8 Sowiński 8 Szumert 33 | Reporte Pts Reb Asts Val              | Estadísticas 17 Grey 8 Kalu 4 Krupnikas 11 Grey | Pabellón: Pabellón de la Universidad de Creta Asistencia: 50 espectadores Árbitros: Blaž Zupančič Vlad-Theodor Cotrobas-Dascalu Denys Povorozniuk |  |

#### Semifinales del 13.º-16.º puesto
| 19 de julio de 2025 | Islandia                                                       | 88–67                                | Ucrania                                                 | Heraclión |  |
| 13:00               | Parciales: 29–6, 29–21, 13–20, 17–20                           | Parciales: 29–6, 29–21, 13–20, 17–20 | Parciales: 29–6, 29–21, 13–20, 17–20                    | |  |
|                     | Estadísticas Ingólfsson 27 Curtis 8 Þrastarson 4 Ingólfsson 33 | Reporte Pts Reb Asts Val             | Estadísticas 12 Lokhmanchuk 10 Sytar 7 Sushkin 14 Yiamu | Pabellón: Pabellón de la Universidad de Creta Asistencia: 50 espectadores Árbitros: Lukasz Jankowski Ilias Kounelles Vlad-Theodor Cotrobas-Dascalu |  |

| 19 de julio de 2025 | Alemania                                        | 82–81                                 | Finlandia                                                 | Heraclión |  |
| 15:30               | Parciales: 14–17, 22–22, 23–15, 23–27           | Parciales: 14–17, 22–22, 23–15, 23–27 | Parciales: 14–17, 22–22, 23–15, 23–27                     | |  |
|                     | Estadísticas Grey 17 Schroeder 7 Grey 6 Grey 26 | Reporte Pts Reb Asts Val              | Estadísticas 25 Ekwere 6 Tres jugadores 8 Abbey 27 Ekwere | Pabellón: Pabellón de la Universidad de Creta Asistencia: 65 espectadores Árbitros: Mehmet Şahin Jan Baloun Ori Shalhavi |  |

#### Semifinales del 9.º-12.º puesto
| 19 de julio de 2025 | Rumania                                      | 61–75                                | República Checa                                                | Heraclión |  |
| 18:00               | Parciales: 14–19, 13–22, 25–18, 9–16         | Parciales: 14–19, 13–22, 25–18, 9–16 | Parciales: 14–19, 13–22, 25–18, 9–16                           | |  |
|                     | Estadísticas Nitu 18 Oinaru 8 Nitu 7 Nitu 21 | Reporte Pts Reb Asts Val             | Estadísticas 17 Stráněl 14 Stráněl 2 Tres jugadores 25 Stráněl | Pabellón: Pabellón de la Universidad de Creta Asistencia: 58 espectadores Árbitros: Siniša Prpa Henri Hilke Denys Povorozniuk |  |

| 19 de julio de 2025 | Polonia                                                          | 81–64                                 | Bélgica                                                        | Heraclión |  |
| 20:30               | Parciales: 17–17, 18–16, 23–17, 23–14                            | Parciales: 17–17, 18–16, 23–17, 23–14 | Parciales: 17–17, 18–16, 23–17, 23–14                          | |  |
|                     | Estadísticas Nowicki 12 Nowicki, Nagel 7 Szpakowski 8 Szumert 18 | Reporte Pts Reb Asts Val              | Estadísticas 10 Tres jugadores 8 Mbessang 7 Efono 13 Kanbundji | Pabellón: Pabellón de la Universidad de Creta Asistencia: 30 espectadores Árbitros: Nicolas Maestre Iain MacDonald Bjarki Thor Davidsson |  |

#### Partido por el 15.º puesto
| 20 de julio de 2025 | Ucrania                                                           | 82–84                                 | Finlandia                                          | Heraclión |  |
| 10:30               | Parciales: 28–11, 17–20, 16–20, 21–33                             | Parciales: 28–11, 17–20, 16–20, 21–33 | Parciales: 28–11, 17–20, 16–20, 21–33              | |  |
|                     | Estadísticas Sushkin 26 Sytar 14 Cinco jugadores 2 Lokhmanchuk 26 | Reporte Pts Reb Asts Val              | Estadísticas 22 Ekwere 7 Ekwere 13 Abbey 23 Ekwere | Pabellón: Pabellón de la Universidad de Creta Asistencia: 20 espectadores Árbitros: Zdenko Tomasović Jānis Rozenbergs Bjarki Thor Davidsson |  |

#### Partido por el 13.º puesto
| 20 de julio de 2025 | Islandia                                                     | 56–63                                 | Alemania                                              | Heraclión |  |
| 15:30               | Parciales: 11–17, 12–10, 19–11, 14–25                        | Parciales: 11–17, 12–10, 19–11, 14–25 | Parciales: 11–17, 12–10, 19–11, 14–25                 | |  |
|                     | Estadísticas Ingólfsson 25 Þrastarson 9 Arnarson 7 Curtis 15 | Reporte Pts Reb Asts Val              | Estadísticas 18 Grey 11 Schroeder 6 Krupnikas 21 Grey | Pabellón: Nea Alikarnassos Arena Asistencia: 100 espectadores Árbitros: Ademir Zurapović Siniša Prpa Roko Hordov |  |

#### Partido por el 11.º puesto
| 20 de julio de 2025 | Rumania                                                      | 66–58                                | Bélgica                                                    | Heraclión |  |
| 13:00               | Parciales: 20–9, 20–22, 14–14, 12–13                         | Parciales: 20–9, 20–22, 14–14, 12–13 | Parciales: 20–9, 20–22, 14–14, 12–13                       | |  |
|                     | Estadísticas Nitu 19 Diaconescu 9 Diaconescu 4 Diaconescu 19 | Reporte Pts Reb Asts Val             | Estadísticas 12 Schoentgen 12 Zečević 5 Efono 16 Kanbundji | Pabellón: Pabellón de la Universidad de Creta Asistencia: 69 espectadores Árbitros: Henri Hilke Iain MacDonald Ilias Karpanos |  |

#### Partido por el 9.º puesto
| 20 de julio de 2025 | República Checa                                               | 94–81                                 | Polonia                                                             | Heraclión |  |
| 15:30               | Parciales: 26–20, 13–11, 27–25, 28–25                         | Parciales: 26–20, 13–11, 27–25, 28–25 | Parciales: 26–20, 13–11, 27–25, 28–25                               | |  |
|                     | Estadísticas J. Zvolánek 16 Suchánek 10 Bubeník 6 Suchánek 25 | Reporte Pts Reb Asts Val              | Estadísticas 20 Cwik 8 Sternicki 7 Szpakowski, Sowiński 23 Lipiński | Pabellón: Pabellón de la Universidad de Creta Asistencia: 50 espectadores Árbitros: Alberto Sánchez Ori Shalhavi Vlad-Theodor Cotrobas-Dascalu |  |

## Medallero
| Lituania | Italia | Francia |
| Armandas Bancevičius Aleksas Bieliauskas Mantas Juzėnas Mantas Kočanas Gantas Križanauskas Mantas Laurenčikas Kristupas Lesčiauskas Nedas Raupelis Jokūbas Rudaitis Justas Stonkus Nikas Stuknys Deividas Žukauskas | Theo Airhienbuwa Elisee Assui Edhodaghe Atamah Mattia de Martin Francesco Ferrari Pietro Ianuzzi Leonardo Marangon Osawaru Osasuyi David Torresani Stefano Trucchetti Leonardo Valesin Giacomo Zanetti | Evan Boisdur Roman Domon Wilson Jacques Khadim Kane Amäel L'Etang Petar Majstorović Killian Malwaya Lilian Marville Illan Petrus Theo Pierre-Justin Bastien Rieber François Wibaut |

## Estadísticas

### Clasificación final
| Pos.              | Equipo          | G-P | PF  | PC  | Dif. |
| ----------------- | --------------- | --- | --- | --- | ---- |
| Medalla de oro    | Italia          | 6–1 | 573 | 477 | +96  |
| Medalla de plata  | Lituania        | 4–3 | 566 | 526 | +40  |
| Medalla de bronce | Francia         | 5–2 | 519 | 471 | +48  |
| 4º                | Serbia          | 5–2 | 563 | 480 | +83  |
| 5º                | Grecia          | 6–1 | 609 | 463 | +146 |
| 6º                | Israel          | 5–2 | 619 | 536 | +83  |
| 7º                | Eslovenia       | 2–5 | 482 | 580 | -98  |
| 8º                | España          | 2–5 | 506 | 504 | +2   |
| 9º                | República Checa | 5–2 | 531 | 528 | +3   |
| 10º               | Polonia         | 4–3 | 538 | 531 | +7   |
| 11º               | Rumania         | 2–5 | 438 | 579 | -141 |
| 12º               | Bélgica         | 2–5 | 447 | 503 | -56  |
| 13º               | Alemania        | 5–2 | 519 | 495 | +24  |
| 14º               | Islandia        | 2–5 | 464 | 552 | -88  |
| 15º               | Finlandia       | 1–6 | 523 | 583 | -60  |
| 16º               | Ucrania         | 0–7 | 452 | 541 | -89  |

     – Desciende a la División B. 

### Líderes

#### Jugadores
| Jugador              | PPP  |
| -------------------- | ---- |
| Jan Vide             | 17,9 |
| Alexandros Samodurov | 17,6 |
| Alon Michaeli        | 17,3 |
| Lucas Langarita      | 17,1 |
| Aaron Ekwere         | 16,9 |

| Jugador             | RPP |
| ------------------- | --- |
| Álvaro Folgueiras   | 9,7 |
| Aleksas Bieliauskas | 8,3 |
| Fridrik Curtis      | 8,1 |
| Osawaru Osasuyi     | 7,9 |
| Martin Kalu         | 7,9 |

| Jugador         | APP |
| --------------- | --- |
| Neoklis Avdalas | 8   |
| Roger Fàbrega   | 7,9 |
| Elmeri Abbey    | 7   |
| Aleksa Ristić   | 6,3 |
| Nikas Stuknys   | 5,4 |

| Jugador         | TPP |
| --------------- | --- |
| Fridrik Curtis  | 2,7 |
| Jakub Szumert   | 2,5 |
| Christian Nitu  | 2,3 |
| Fabián Flores   | 2,2 |
| Maxim Filonenko | 2   |
| Nedas Raupelis  | 2   |

| Jugador         | SPP |
| --------------- | --- |
| Andrej Musicki  | 3,4 |
| Aaron Ekwere    | 2,6 |
| Mihnea Vlaicu   | 2,6 |
| Luka Savanović  | 2,3 |
| David Torresani | 2,3 |

| Jugador              | EPP  |
| -------------------- | ---- |
| Alexandros Samodurov | 19,6 |
| Jaku Szumert         | 19,3 |
| Neoklis Avdalas      | 19,3 |
| Jan Vide             | 17,7 |
| Alon Michaeli        | 17,6 |

#### Equipos
| Equipo   | PPP  |
| -------- | ---- |
| Israel   | 88,4 |
| Grecia   | 87   |
| Italia   | 81,9 |
| Lituania | 80,9 |
| Serbia   | 80,4 |

| Equipo          | RPP  |
| --------------- | ---- |
| Grecia          | 48   |
| Francia         | 45,6 |
| Israel          | 45,6 |
| Alemania        | 45,3 |
| República Checa | 44,6 |

| Equipo    | APP  |
| --------- | ---- |
| Grecia    | 23,6 |
| Polonia   | 22,6 |
| España    | 20,9 |
| Finlandia | 20,4 |
| Israel    | 20,4 |

| Equipo    | TPP |
| --------- | --- |
| Polonia   | 6,4 |
| Finlandia | 4,7 |
| Islandia  | 4,6 |
| Ucrania   | 4,6 |
| Grecia    | 4,4 |

| Equipo          | SPP  |
| --------------- | ---- |
| Serbia          | 11,1 |
| República Checa | 10,1 |
| Rumania         | 10   |
| España          | 9,6  |
| Ucrania         | 9,3  |

| Equipo   | EPP   |
| -------- | ----- |
| Grecia   | 106,9 |
| Israel   | 104,7 |
| Serbia   | 93,9  |
| Italia   | 91,4  |
| Lituania | 89,9  |

## Premios y reconocimientos
| Quinteto ideal                                                                  |
| ------------------------------------------------------------------------------- |
| Alexandros Samodurov Roman Domon Mantas Juzenas Francesco Ferrari Pavle Nikolić |
| MVP: Francesco Ferrari                                                          |